# Andrena hirsutula
Andrena hirsutula är en biart som beskrevs av Cockerell 1936. Andrena hirsutula ingår i släktet sandbin, och familjen grävbin. Inga underarter finns listade i Catalogue of Life.